# Lappula pratensis
Lappula pratensis là loài thực vật có hoa trong họ Mồ hôi. Loài này được Ching J. Wang mô tả khoa học đầu tiên năm 1981.